# Stazione di Dobravlje
La stazione di Dobravlje (in italiano tra le due guerre Dobraule di Santa Croce) è una fermata ferroviaria della linea Gorizia-Aidussina; serve l'omonimo centro abitato.

## Storia
La fermata fu attivata nel 1902, all'apertura dell'intera linea.
Dopo la prima guerra mondiale, con l'annessione della zona al Regno d'Italia, la fermata passò alle Ferrovie dello Stato italiane, assumendo il nome di Dobraule di Santa Croce.
Dopo la seconda guerra mondiale la fermata passò alla rete jugoslava (JŽ), venendo ribattezzata Dobravlje, analogamente al centro abitato. Dal 1947 i treni non raggiungono più Gorizia.
Dal 1991 appartiene alla rete slovena (Slovenske železnice).